# Andrej Romanovič Čikatilo
Andrej Romanovič Čikatilo (in russo Андрей Романович Чикатило?; Jablučne, 16 ottobre 1936 – Novočerkassk, 14 febbraio 1994) è stato un serial killer sovietico, dal 1991 ucraino, soprannominato il "Mostro di Rostov", "Cittadino X", "Lo squartatore rosso" e "Macellaio di Rostov".
Fu accusato dell'omicidio di 53 persone (donne, bambini e adolescenti di ambo i sessi) tra il 1978 e il 1990.

## Biografia

### Primi anni
Čikatilo nacque nel villaggio di Jablučne, RSS Ucraina, nel 1936. La sua infanzia fu particolarmente traumatica: l'URSS sarebbe entrata a breve in guerra con la Germania. Durante la seconda guerra mondiale, la madre fu spesso vittima di stupri e violenze da parte dei soldati nazisti, e probabilmente proprio da uno di questi stupri nacque la sorella Tat'jana; Čikatilo fu anche testimone dei devastanti effetti dei bombardamenti tedeschi e la sua mente fu invasa da fantasie nelle quali portava ostaggi tedeschi nei boschi e procedeva alla loro esecuzione, fantasie che ebbero poi un nesso con i suoi omicidi. Mentre suo padre era in guerra, Čikatilo dormiva insieme a sua madre. I frequenti episodi di incontinenza notturna erano da lei brutalmente puniti e Čikatilo era picchiato e umiliato. Suo padre, catturato e imprigionato dai nazisti, ritornò a casa nel 1949.
Andrei Čikatilo ebbe buoni risultati a scuola e riuscì a conseguire il diploma, ma fallì l'esame di ammissione all'Università di Mosca. Dopo aver finito il servizio nazionale nel 1960, si spostò a Rodionovo-Nesvetajskaja e vi trovò impiego come tecnico telefonico. Il primo atto di violenza a sfondo sessuale di Čikatilo avvenne nell'adolescenza quando, a 18 anni, aggredì una ragazza di 13 anni, amica di sua sorella. Questa aggressione dimostra l'associazione del sesso alla violenza che lo ha accompagnato per tutta la vita. Čikatilo si sposò nel 1963 con Feodosia Odnačëva (1939-2005), con un matrimonio organizzato dalla sorella più giovane, mossa a compassione dall'incapacità del fratello di trovare una fidanzata e che gli fece conoscere una sua amica. Sebbene soffrisse di frequente impotenza e avesse una vita sessuale praticamente inesistente, Čikatilo ebbe una figlia ed un figlio: Ljudmila (1965) e Jurij (1969).
Si iscrisse con successo alla Libera Università di Arte di Rostov e nel 1971 ottenne la laurea in Lingua e Letteratura Russa e tentò la carriera di insegnante a Novošachtinsk. I risultati furono però scarsi, essendo incapace di ottenere una qualsiasi forma di rispetto dai suoi alunni; continuò la professione spostandosi di scuola in scuola quando era sospettato di abusi sessuali. Nel ruolo di maestro, abusava dei propri studenti, ma non fu mai arrestato: le autorità scolastiche preferivano licenziarlo invece di iniziare un'indagine e rovinare la reputazione della scuola. Alla fine trovò lavoro come commesso viaggiatore per una fabbrica con sede a Rostov che produceva materiali da costruzione: approfittò dei numerosi viaggi di lavoro nell'Unione Sovietica per commettere i suoi crimini.

### Gli omicidi
Nel 1978 Čikatilo si spostò a Šachty, una piccola città mineraria vicino a Rostov, dove commise il suo primo omicidio documentato. Il 22 dicembre, attirò una bambina di 9 anni in una vecchia casa che aveva comprato all'insaputa della sua famiglia e tentò di stuprarla. Quando la bambina si ribellò e cercò di scappare, la pugnalò a morte. Mentre l'accoltellava, eiaculò. L'atto gli piacque talmente che da quel momento in poi accoltellare donne e bambini, fino a provocarne la morte, sarebbe stato il suo unico modo di procurarsi piacere. Applicò questo modus operandi a ogni suo omicidio. Nonostante non ci fossero chiare prove che lo legavano all'omicidio della bambina, un giovane uomo già condannato in precedenza per stupro, Aleksandr Kravčenko, fu in seguito arrestato e giustiziato per il crimine. Čikatilo non uccise più fino al 1982, anno in cui però fece molte vittime: s'aggirava attorno a stazioni di autobus o treni avvicinando giovani vagabondi, spingendoli ad allontanarsi, e il bosco più vicino diventava la scena per un nuovo omicidio.
Nel 1983 non uccise nessuno fino a giugno, ma nei mesi estivi altre quattro persone, donne e bambini, caddero preda della sua furia maniaca. Čikatilo solitamente tentava di avere rapporti sessuali con le vittime, ma spesso era incapace di raggiungere un'erezione. Riusciva a raggiungere l'orgasmo solo quando le pugnalava a morte. In quel tempo, nell'URSS, i crimini come quelli commessi da Čikatilo erano nascosti e reputati "comuni solo nelle edonistiche nazioni capitaliste". Per questo motivo i genitori ignoravano il crescente numero di vittime e non avvisavano i bambini dei pericoli. Quando, nonostante la mancanza di informazioni ufficiali, negli anni ottanta iniziarono a circolare notizie di selvaggi omicidi, nella comunità ucraina nacquero dicerie circa stranieri che uccidevano bambini sovietici in preparazione di un'invasione e la presenza di lupi mannari.
Sei corpi (su un totale di quattordici vittime) furono scoperti. Questo portò a una risposta da parte della polizia di Mosca: un team guidato dal maggiore Michail Fetisov fu inviato a Rostov sul Don per dirigere le indagini. Fetisov concentrò le indagini intorno a Šachty ed assegnò all'esperto medico legale Viktor Burakov la guida delle operazioni. Furono indagati tutti i malati di mente e i colpevoli di crimini sessuali dell'area, eliminando uno alla volta quelli che non erano coinvolti. Un certo numero di ragazzi confessò gli omicidi, ma solitamente erano malati di mente che ammettevano le loro colpe solo dopo lunghi e brutali interrogatori. Almeno uno dei sospetti si suicidò in cella. Quando la maggior parte delle vittime iniziarono a essere ragazzi, vennero setacciate le comunità gay. Oltre 150.000 persone furono interrogate e schedate prima che anche questa strategia fosse abbandonata. Nel 1984 furono commessi altri quindici omicidi. La polizia aumentò il numero di pattuglie ed agenti in borghese alle principali fermate di trasporti pubblici.

### Arresto e rilascio
Čikatilo venne trovato ad agire in modo sospetto a una fermata del bus a Rostov e quindi arrestato. Fu scoperto che era sotto investigazione per piccoli furti da uno dei suoi datori di lavoro e questo diede i diritti legali per tenerlo in stato di fermo per un prolungato periodo di tempo. L'oscuro passato di Čikatilo fu analizzato, ma non emersero prove sufficienti per incriminarlo degli omicidi. Fu accusato di altri crimini e condannato a un anno di prigione, ma dopo solo 3 mesi, nel dicembre del 1984, fu liberato. In seguito fu rivelato che Čikatilo venne inizialmente scartato dalla lista dei sospetti a causa del suo gruppo sanguigno, diverso da quello dei campioni di liquido seminale lasciati dall'omicida. Il medico legale affermò che Čikatilo doveva essere un individuo unico, nel quale il tipo di sangue differiva se analizzato in un campione ematico ed in un campione di liquido seminale. Nessun altro scienziato del tempo prese sul serio quella teoria e tutti pensarono semplicemente che i vari campioni fossero stati mischiati erroneamente.
In seguito, la teoria del medico legale si dimostrò corretta. Infatti, qualche tempo dopo il definitivo arresto di Čikatilo, si scoprì che mentre la maggioranza delle persone secerne marker di proteine, anticorpi ed antigeni del sangue anche negli altri fluidi corporei (saliva, lacrime, sudore, latte, liquido seminale, ecc.), una minoranza (circa un individuo su 20.000) non possiede questa caratteristica e, per questo, l'analisi del gruppo sanguigno basato su test di generici fluidi corporei fornisce risultati errati. Al giorno d'oggi l'esame del DNA si dimostra molto più affidabile e questo problema non è più rilevante. Gli esperti sovietici coinvolti nelle indagini furono ignorati e le loro teorie circa l'analisi dei campioni ridicolizzate. Non fu inoltre possibile ricercare altre prove basate su campioni biologici in quanto tali esami furono considerati troppo dispendiosi. Dello specifico caso non fu conservato alcun campione biologico.

### I successivi omicidi e la caccia all'uomo
Čikatilo trovò un nuovo lavoro a Novočerkassk e mantenne un basso profilo. Non uccise fino all'agosto del 1985, quando commise l'omicidio di due donne in occasioni separate. I successivi crimini furono perpetrati solo nel maggio del 1987 quando, durante un viaggio di lavoro a Revda, RSS Ucraina, uccise un giovane ragazzo. Uccise ancora a Zaporižžja in giugno ed a Leningrado in settembre. La fiacca indagine della polizia fu rivitalizzata nella metà del 1985, quando Issa Kostoev fu assegnato al caso. Tutti i delitti commessi intorno a Rostov furono attentamente esaminati ed i criminali sessuali interrogati nuovamente. Nel dicembre del 1985 furono rinnovate le ronde intorno alle stazioni di Rostov. Čikatilo seguì le indagini attentamente e, per oltre due anni, mantenne i propri desideri sotto controllo. La polizia ingaggiò anche uno psichiatra, la prima volta nel paese in un'indagine su un omicida seriale. Nel 1988 Čikatilo tornò a uccidere, generalmente lontano dall'area di Rostov.
Uccise una vittima a Krasnyj Sulin in aprile insieme ad altre otto persone durante l'anno, di cui due a Šachty. Successivamente ci fu una lunga pausa prima di nuovi omicidi, sette ragazzi e due donne fra gennaio e novembre del 1990. La scoperta di nuove vittime portò a un'operazione massiccia da parte della polizia. Un grande numero di agenti pattugliava le stazioni di treni e bus e molte altre aree pubbliche intorno all'area di Rostov. Quelle più grandi erano pattugliate da uomini in uniforme, mentre quelle più piccole da agenti in borghese. L'idea dietro questa operazione era che dopo aver visto ingenti forze di polizia nelle stazioni maggiori, il killer avrebbe tentato di avvicinare una vittima in una stazione più piccola, dove la presenza di agenti era meno evidente. Alcuni erano travestiti da prostitute e senzatetto e viaggiavano senza meta nei posti dove i corpi delle vittime erano stati trovati.
Il 6 novembre, Čikatilo uccise e mutilò Sveta Korostik. Mentre lasciava la scena del crimine, fu fermato da un agente che pattugliava la stazione dei treni e vide Čikatilo emergere dai boschi. Secondo il poliziotto, aveva un'aria sospetta. L'unica ragione per andare nei boschi era raccogliere funghi (un piatto popolare in Russia), ma Čikatilo non era abbigliato come un cercatore di funghi: indossava abiti formali e portava una borsa sportiva di nylon, sicuramente non adatta a portare funghi. Inoltre, i suoi abiti erano sporchi e aveva delle strisce di sangue sulla guancia e sull'orecchio. L'agente fermò Čikatilo e controllò i suoi documenti. Se solo avesse aperto la borsa, avrebbe trovato i seni recisi di Sveta Korostik. Quando il poliziotto tornò nei suoi uffici, compilò un rapporto dove indicava le generalità della persona fermata alla stazione dei treni. Poco dopo l'incontro, la polizia trovò due corpi, a 10 metri di distanza, vicino alla stazione Leschoz. Fu poi trovato che una delle vittime fu uccisa nella data in cui venne compilato il rapporto. Era la seconda volta che Čikatilo era indirettamente associato all'omicidio di un bambino (la prima volta avvenne nel 1978, quando un testimone riportò di aver visto un uomo, la cui descrizione combaciava con Čikatilo, insieme a una ragazza che fu poi trovata morta).

### Arresto e confessione
Anche dopo l'incidente, la polizia non aveva abbastanza prove per l'arresto e il processo. Čikatilo fu messo sotto stretta sorveglianza, seguito e filmato da agenti sotto copertura. Il 20 novembre 1990 Čikatilo lasciò la sua casa con un contenitore da 300 ml di birra. Čikatilo girò per tutta la città con il contenitore, tentando di avvicinare i bambini che incontrava sulla sua strada. Alla fine entrò in un bar dove comprò la birra, lasciando alla polizia l'interrogativo sul motivo che lo spinse a camminare per ore solo per comprare 300 ml di birra. L'insistenza con la quale tentava di avvicinare bambini convinse la polizia ad arrestarlo quando uscì dal bar. La polizia aveva 10 giorni per accusarlo o lasciarlo libero. A seguito dell'arresto, la polizia fece emergere un'altra prova a carico di Čikatilo: una delle sue vittime era un sedicenne fisicamente molto forte, anche se mentalmente instabile. Sulla scena del crimine furono trovati molti segni di lotta fra la vittima e il suo carnefice e una delle dita di Čikatilo aveva una ferita recente, un osso rotto da un morso umano, che lui non aveva fatto curare.
La strategia usata per farlo confessare fu alquanto insolita: una delle persone che lo interrogava prese a raccontargli che tutti ritenevano che il serial killer dovesse essere un uomo molto malato e che avesse scelto di inviare le sue richieste di aiuto uccidendo. Questo diede a Čikatilo la speranza che, confessando, in caso di processo, avrebbe potuto invocare l'infermità mentale. Infine uno psichiatra fu mandato ad "aiutarlo". Questi risultò molto simpatico al prigioniero e, dopo una lunga conversazione, si ebbe la confessione. Da sola questa però non era sufficiente e Čikatilo si offrì di fornire le prove, dando alla polizia la possibilità di processarlo. Fra il 30 novembre e il 5 dicembre, confessò 56 omicidi; tre delle vittime furono impossibili da identificare perché erano state seppellite e si trovavano in avanzato stato di decomposizione. Non venne, quindi, accusato di questi omicidi. Il numero di crimini commessi sconvolse la polizia, che aveva fermato il conteggio solo a 36: alcuni non vennero collegati a lui perché avvenuti troppo lontani dai territori dove Čikatilo agiva, mentre altri non gli furono imputati perché si rese necessario l'intervento dell'omicida per recuperare i cadaveri.

### Prigionia
Precauzioni speciali furono necessarie durante la prigionia di Čikatilo. I crimini violenti a sfondo sessuale, soprattutto contro i bambini, erano un tabù in Russia. I prigionieri accusati di questi reati erano "degradati" (опущены) allo stato di "intoccabili" (опущенный), sottoposti a violenze e a volte uccisi dai compagni di cella. Il problema maggiore fu che alcuni parenti delle vittime di Čikatilo erano secondini o comunque lavoravano nelle prigioni ed era molto alto il rischio di un'esecuzione prima del processo. Mentre era in cella, Čikatilo era sotto stretta sorveglianza video. Sebbene a volte si comportasse in modo bizzarro davanti agli investigatori, il suo comportamento nella cella (dove pensava che nessuno guardasse) era assolutamente normale. Mangiava e dormiva senza problemi, faceva ginnastica ogni mattina e leggeva molti libri e giornali.
Dedicava molto tempo anche a scrivere lettere di lamentela alla sua famiglia, a ufficiali del governo e ai mass media. Scrivere divenne la sua passione. Quando lavorava come maestro scriveva articoli per un giornale locale su argomenti etici e morali. Čikatilo spesso scriveva lettere anonime a ufficiali del governo sull'operato dei suoi supervisori e dei suoi colleghi di lavoro, che accusava di trattarlo male e di privarlo della necessaria libertà per realizzare le proprie idee nel posto di lavoro. Mentre era in cella, venuto a conoscenza di un concorso indetto da un popolare giornale per eleggere "l'investigatore dell'anno", vi si iscrisse, candidando le proprie indagini per il premio.

### Processo ed esecuzione

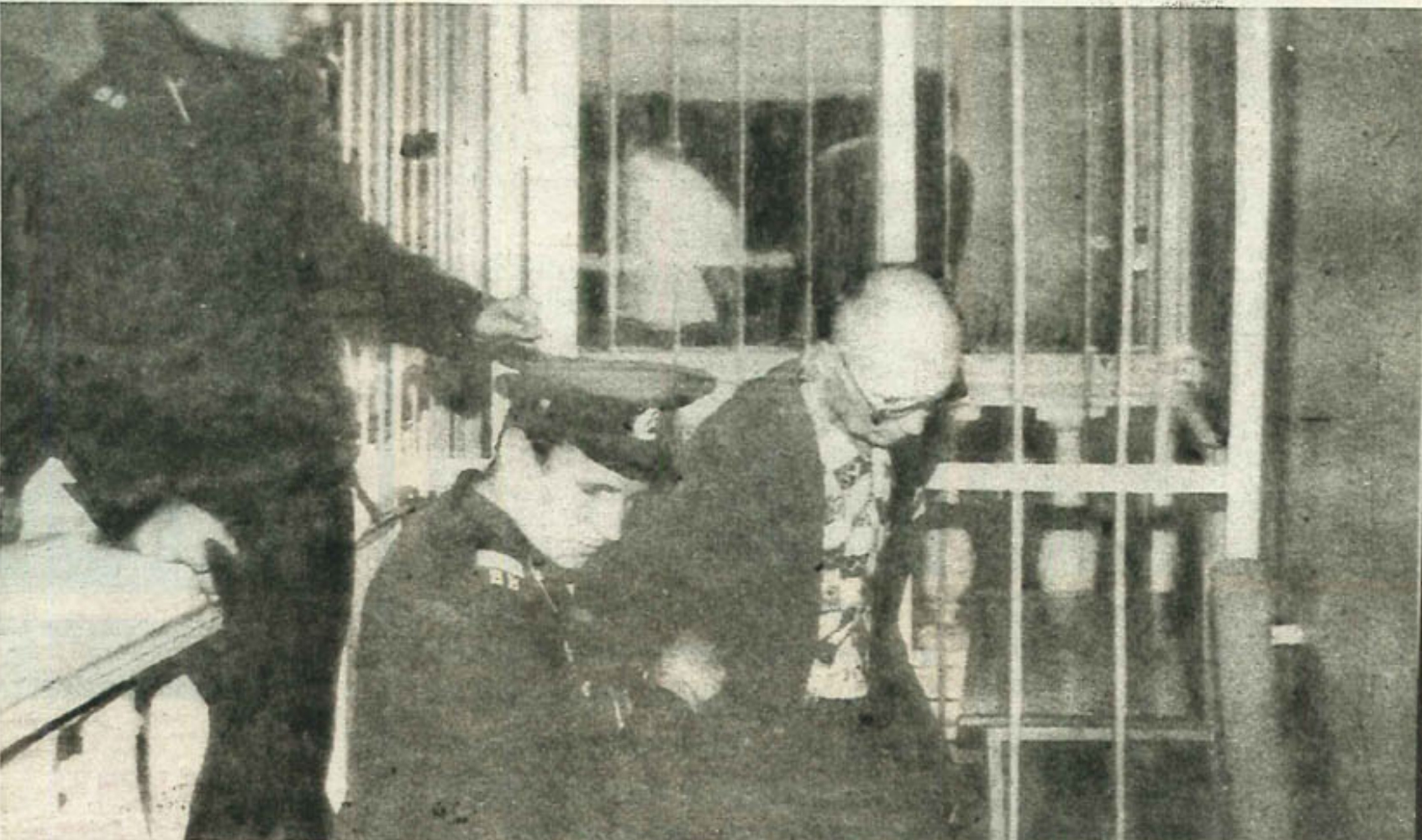
Čikatilo condotto in aula durante il processo (1992)

Fu processato il 4 aprile 1992. Nonostante il suo comportamento irriverente in aula, fu giudicato sano di mente. Durante il processo fu tenuto in gabbia al centro dell'aula, come reso celebre dalle immagini circolate in seguito. La misura aveva lo scopo di proteggerlo dai parenti delle vittime che, in un'atmosfera surreale, continuarono a urlare minacce e insulti a Čikatilo, chiedendo alle autorità di rilasciarlo in modo che potessero ucciderlo personalmente. Molti di loro svennero quando furono nominati i loro parenti e le guardie dovettero sedare numerose risse. Il processo terminò a luglio e la sentenza fu posticipata al 15 ottobre quando, dichiarato colpevole di 52 dei 53 omicidi di cui era accusato, fu condannato a morte per ognuno dei crimini commessi.
Quando gli fu possibile parlare, Čikatilo delirò accusando il governo, alcuni leader politici, la sua impotenza (anche togliendosi i pantaloni), e difendendosi citando la famosa carestia che colpì l'Ucraina negli anni trenta (del 1932-33, ma lui nacque nel 1936). In alcuni momenti si vantò di aver fatto un favore alla società depurandola da persone inutili (molte delle sue vittime erano prostitute, alcolisti, ragazzi scappati di casa o giovani con problemi). La condanna a morte fu eseguita con un colpo alla nuca, nella prigione di Rostov il 14 febbraio 1994, dopo che il presidente russo Boris El'cin rifiutò un ultimo appello di Čikatilo.

## Lista delle vittime
| Ord. | Nome                                              | Sesso | Età   | Durata di vita e luogo dell'omicidio                           | Cadavere ritrovato                           | Note |
| ---- | ------------------------------------------------- | ----- | ----- | -------------------------------------------------------------- | -------------------------------------------- | --- |
| 1    | Elena Zakotnova (Елена Закотнова)                 | F     | 9     | 13 novembre 1969 - 22 dicembre 1978 a Šachty.                  | 24 dicembre 1978 nel fiume Gruščëvka.        | La prima vittima. Attirata da Čikatilo sulla strada di casa in una pista di pattinaggio. |
| 2    | Larisa Tkačenko (Лариса Ткаченко)                 | F     | 17    | 28 giugno 1964 - 3 settembre 1981                              | 4 settembre 1981                             | Una prostituta che si vedeva solitamente con dei soldati. Avvicinata da Čikatilo mentre attendeva un autobus a una fermata presso la biblioteca pubblica di Rostov. |
| 3    | Ljubov' Birjuk (Любовь Бирюк)                     | F     | 13    | 20 aprile 1969 - 12 giugno 1982                                | 27 giugno 1982                               | Incontrò Čikatilo al villaggio Donskoj (Oblast' di Tula) mentre tornava da un negozio. Venne accoltellata 40 volte. |
| 4    | Ljubov' Volobueva (Любовь Волобуева)              | F     | 13    | 25 giugno 1969 – 25 luglio 1982, Krasnodar                     | 7 agosto 1982                                | Uccisa in un frutteto presso l'aeroporto di Krasnodar. |
| 5    | Oleg Požidaev (Олег Пожидаев)                     | M     | 9     | 19 maggio 1973 – 13 agosto 1982 in Adighezia                   | Mai ritrovato                                | La prima vittima maschile. Čikatilo recise i suoi genitali e li portò con sé. |
| 6    | Ol'ga Kuprina (Ольга Куприна)                     | F     | 16    | 10 aprile 1966 – 16 agosto 1982,                               | 27 ottobre 1982                              | Il cadavere fu ritrovato presso il villaggio Kazač'i Lageri. |
| 7    | Irina Karabel'nikova (Ирина Карабельникова)       | F     | 18    | 8 novembre 1963 – 8 settembre 1982                             | 20 settembre 1982                            | Il cadavere fu ritrovato a distanza di un chilometro dalla stazione ferroviaria di Šachty. |
| 8    | Sergej Kuz'min (Сергей Кузьмин)                   | M     | 15    | 21 ottobre 1966 – 15 settembre 1982                            | 12 gennaio 1983                              | Scappò da un collegio scolastico a causa di bullismo. Il suo cadavere fu ritrovato in una fascia boschiva tra le stazioni ferroviarie Šachty e Kirpičnaja. |
| 9    | Ol'ga Stal'mačënok (Ольга Стальмачёнок)           | F     | 10    | 1º maggio 1972 – 11 dicembre 1982                              | 14 aprile 1983                               | Adescata su un autobus mentre tornava a casa da lezioni di piano a Novošachtinsk ed uccisa in un campo di sovchoz 6 presso Novošachtinsk. Čikatilo estrasse il suo cuore e lo portò con sé. Con la scena nella quale un trattorista trova il suo corpo su un campo comincia il film Cittadino X.                                                                                              |
| 10   | Laura Sarkisjan (Лаура Саркисян)                  | F     | 15    | Sparì il 18 giugno 1983                                        | Mai ritrovato                                | Ragazza armena, Čikatilo fu assolto dall'accusa di questo omicidio. |
| 11   | Irina Dunenkova (Ирина Дуненкова)                 | F     | 13    | 13 maggio 1970 – luglio 1983                                   | 8 agosto 1983, Parco degli Aviatori          | Una sorella minore di una amante di Čikatilo, era una ritardata mentale. Uccisa a Rostov. |
| 12   | Ljudmila Kucjuba (Людмила Куцюба)                 | F     | 24    | 29 giugno 1959 – luglio 1983                                   | 12 marzo 1984                                | Invalida e vagabonda, ebbe due figli. |
| 13   | Igor' Gudkov (Игорь Гудков)                       | M     | 7     | 26 dicembre 1975 – 9 agosto 1983                               | 28 agosto 1983, Parco degli Aviatori, Rostov | La vittima più giovane e la prima vittima maschile legata alla caccia all'uomo. |
| 14   | Valentina Čučulina (Валентина Чучулина)           | F     | 22    | 29 gennaio 1961 – Dopo il 19 settembre 1983                    | 27 novembre 1983                             | Il suo corpo fu ritrovato in una zona boschiva presso la stazione ferroviaria Kirpičnaja. |
| 15   | Donna non identificata                            | F     | 18–25 | Uccisa nell'estate 1983                                        | 28 ottobre 1983                              | Čikatilo affermò di aver incontrato questa vittima mentre tentava di trovare "un uomo (cliente) con un'auto". |
| 16   | Vera Ševkun (Вера Шевкун)                         | F     | 19    | 23 settembre 1964 – 27 ottobre 1983                            | 30 ottobre 1983                              | Fu uccisa in un villaggio minerario presso Šachty. Čikatilo amputò entrambi i suoi seni. |
| 17   | Sergej Markov (Сергей Марков)                     | M     | 14    | 3 aprile 1969 – 27 dicembre 1983                               | 1º gennaio 1984                              | Sparì mentre tornava a casa dal lavoro. Čikatilo lo accoltellò 70 volte e recise i suoi genitali. Nel suo ano fu ritrovato sperma di gruppo AB. |
| 18   | Natal'ja Šalopinina (Наталья Шалопинина)          | F     | 17    | 16 maggio 1966 – 9 gennaio 1984, Parco degli Aviatori, Rostov  | 10 gennaio 1984                              | Fu amica di Ol'ga Kuprina, uccisa da Čikatilo nel 1982. Venne accoltellata 28 volte. |
| 19   | Marta Rjabenko (Марта Рябенко)                    | F     | 44    | 18 marzo 1939 – 21 febbraio 1984, Parco degli Aviatori, Rostov | 22 febbraio 1984                             | La vittima più vecchia. Era una vagabonda ed alcolizzata. |
| 20   | Dmitrij Ptašnikov (Дмитрий Пташников)             | M     | 10    | 19 settembre 1973 – 24 marzo 1984                              | 27 marzo 1984                                | Attirato da un chiosco di francobolli in Novošachtinsk. |
| 21   | Tat'jana Petrosjan (Татьяна Петросян)             | F     | 29    | 25 luglio 1954 – 25 maggio 1984                                | 27 luglio 1984                               | Uccisa insieme a sua figlia Svetlana fuori Šachty. Conosceva Čikatilo dal 1978. |
| 22   | Svetlana Petrosjan (Светлана Петросян)            | F     | 10    | 12 novembre 1973 – 25 maggio 1984                              | 5 luglio 1984                                | Vide Čikatilo uccidere sua madre, la raggiunse ma venne uccisa con un martello. |
| 23   | Elena Bakulina (Елена Бакулина)                   | F     | 21    | 14 dicembre 1962 – 22 giugno 1984                              | 27 agosto 1984                               | Il suo corpo fu ritrovato nella regione di Bagasenskij di Rostov. |
| 24   | Dmitrij Illarionov (Дмитрий Илларионов)           | M     | 13    | 21 marzo 1971 – 10 luglio 1984                                 | 12 agosto 1984                               | Sparì a Rostov mentre si recava a richiedere un certificato sanitario per una colonia estiva. |
| 25   | Anna Lemeševa (Анна Лемешева)                     | F     | 19    | 9 settembre 1964 – 19 luglio 1984                              | 25 luglio 1984                               | Una studentessa che sparì mentre si recava dal dentista; uccisa a Šachty. |
| 26   | Svetlana (Sarmite) Cana (Светлана (Сармите) Цана) | F     | 20    | 3 maggio 1964 – luglio 1984                                    | 9 settembre 1984                             | Originaria di Riga, RSS Lettone. Il suo corpo fu ritrovato nel Parco degli Aviatori a Rostov. |
| 27   | Natal'ja Golosovskaja (Наталья Голосовская)       | F     | 16    | 3 marzo 1968 – 2 agosto 1984                                   | Data sconosciuta                             | Scomparve mentre si recava da sua sorella a Novošachtinsk. Uccisa nel Parco degli Aviatori a Rostov. |
| 28   | Ljudmila Alekseeva (Людмила Алексеева)            | F     | 17    | 7 aprile 1967 – 7 agosto 1984                                  | 10 agosto 1984                               | Una studentessa attirata a una fermata del bus. Čikatilo le offrì di portarla alla stazione del bus di Rostov. La colpì con un coltello 39 volte. |
| 29   | Donna non identificata                            | F     | 20–25 | Uccisa l'8–11 agosto 1984                                      | Sconosciuta                                  | Uccisa a Taškent mentre Čikatilo era in viaggio d'affari nella RSS Uzbeka. |
| 30   | Akmaral' Sejdalieva (Акмараль Сейдалиева)         | F     | 10    | 19 maggio 1974 – 13 agosto 1984                                | Sconosciuta                                  | Scappata di casa da Alma-Ata, RSS Kazaka, anch'ella uccisa da Čikatilo a Taškent. |
| 31   | Aleksandr Čepel' (Александр Чепель)               | M     | 11    | 12 febbraio 1973 – 28 agosto 1984                              | 2 settembre 1984                             | Čikatilo lo incontrò presso il cinema Burevestnik a Vorošilovskij Prospekt di Rostov-sul-Don e lo adescò nel bosco promettendo di mostrargli un videofilm. Lo uccise tagliandogli il ventre sulla costa del fiume Don, presso il luogo dove era stata uccisa anche Alekseeva. |
| 32   | Irina Lučinskaja (Ирина Лучинская)                | F     | 24    | 28 febbraio 1960 – 6 settembre 1984                            | 7 settembre 1984                             | Una bibliotecaria di Rostov, uccisa nel Parco degli Aviatori. |
| 33   | Natal'ja Pochlistova (Наталья Похлистова)         | F     | 18    | 23 febbraio 1967 – 31 luglio 1985                              | 3 agosto 1985                                | Attirata a una stazione ferroviaria vicino all'aeroporto di Domodedovo, l'Oblast di Mosca. |
| 34   | Irina Guljaeva (Ирина Гуляева)                    | F     | 18    | 16 marzo 1967 – 27 agosto 1985                                 | 28 agosto 1985                               | Vagabonda e alcolizzata, uccisa in una fascia boschiva presso la stazione del bus di Šachty. Sotto le sue unghie furono ritrovate fili rossi e azzurri, fra le dita un capello grigio. Sul corpo vi era sudore del gruppo AB, mentre Guljaeva aveva il gruppo sanguigno A. Nel ventre fu trovato cibo non digerito, che può significare che Čikatilo la attirò nel bosco offrendole del cibo. |
| 35   | Oleg Makarenkov (Олег Макаренков)                 | M     | 13    | 19 marzo 1974 – 16 maggio 1987                                 | 1991                                         | Ucciso a Revda, Oblast' di Sverdlovsk. Čikatilo mostrò i suoi resti alla polizia dopo l'arresto. |
| 36   | Ivan Biloveckij (Иван Биловецкий)                 | M     | 12    | 10 gennaio 1975 – 29 luglio 1987                               | 31 luglio 1987                               | Ucciso in un bosco a fianco alla ferrovia a Zaporižžja, RSS Ucraina. |
| 37   | Jurij Terešonok (Юрий Терешонок)                  | M     | 16    | 18 giugno 1971 – 15 settembre 1987                             | 1991                                         | I resti furono ritrovati vicino al fiume Gruzinka nell'Oblast' di Leningrado. Čikatilo mostrò i suoi resti alla polizia dopo l'arresto. |
| 38   | Donna non identificata                            | F     | 18–25 | Uccisa il 1–4 aprile 1988                                      | 8 aprile 1988                                | Uccisa presso la stazione ferroviaria di Krasnyj Sulin. Il cadavere fu scoperto in un campo. |
| 39   | Aleksej Voron'ko (Алексей Воронько)               | M     | 9     | 14 marzo 1979 – 15 maggio 1988                                 | 17 maggio 1988                               | Sparì mentre si recava da sua nonna. Un suo compagno di classe raccontò di averlo visto in compagnia di un uomo di mezza età che aveva denti d'oro e una borsa sportiva. Voronko fu ucciso presso la stazione ferroviaria di Ilovajsk, Ucraina, sulla tratta ferroviaria Rostov-Ucraina. Čikatilo amputò i suoi genitali e il ventre.                                                         |
| 40   | Jevgenij Muratov (Евгений Муратов)                | M     | 15    | 11 novembre 1972 – 14 luglio 1988                              | 11 aprile 1989                               | La prima vittima uccisa presso Rostov dal 1985. Čikatilo recise i suoi genitali e prese il suo orologio. |
| 41   | Tat'jana Ryžova (Татьяна Рыжова)                  | F     | 16    | 26 febbraio 1973 – 8 marzo 1989                                | 9 marzo 1989                                 | Scappata da Krasnyj Sulin, uccisa e smembrata da Čikatilo nell'appartamento di sua figlia a Šachty. |
| 42   | Aleksandr D'jakonov (Александр Дьяконов)          | M     | 8     | 10 maggio 1981 – 11 maggio 1989                                | 14 luglio 1989                               | Ucciso a Rostov il giorno dopo il suo ottavo compleanno. |
| 43   | Aleksej Moiseev (Алексей Моисеев)                 | M     | 10    | 13 ottobre 1978 – 20 giugno 1989                               | 6 settembre 1989                             | Ucciso nell'Oblast' di Vladimir, a est di Mosca. Čikatilo confessò questo omicidio dopo l'arresto. |
| 44   | Elena Varga (Елена Варга)                         | F     | 18    | 25 ottobre 1970 – 19 agosto 1989                               | 1º settembre 1989                            | Una studentessa ungherese madre di un bambino. Fu adescata a una fermata del bus e uccisa in un villaggio vicino a Rostov. |
| 45   | Aleksej Chobotov (Алексей Хоботов)                | M     | 10    | 1º gennaio 1979 – 28 agosto 1989                               | 12 dicembre 1990                             | Il suo corpo fu il primo mostrato da Čikatilo alla polizia. |
| 46   | Andrej Kravčenko (Андрей Кравченко)               | M     | 11    | 27 aprile 1978 – 14 gennaio 1990                               | 19 febbraio 1990                             | Adescato in un cinema e ucciso a Šachty. |
| 47   | Jaroslav Makarov (Ярослав Макаров)                | M     | 10    | 14 aprile 1979 – 7 marzo 1990                                  | 8 marzo 1990                                 | Ucciso all'orto botanico di Rostov. |
| 48   | Ljubov Zueva (Любовь Зуева)                       | F     | 31    | 30 agosto 1958 – 4 aprile 1990                                 | 24 agosto 1990                               | Attirata alla stazione ferroviaria di Donleschoz, vicino a Šachty. |
| 49   | Viktor Petrov (Виктор Петров)                     | M     | 13    | 22 febbraio 1977 – 28 luglio 1990                              | Luglio 1990                                  | Ucciso all'orto botanico di Rostov, a pochi metri di distanza dal luogo dove Makarov fu ucciso. |
| 50   | Ivan Fomin (Иван Фомин)                           | M     | 11    | 20 maggio 1979 – 14 agosto 1990                                | 17 agosto 1990                               | Ucciso sulla spiaggia comunale di Novošachtinsk. Čikatilo lo colpì con un coltello 42 volte e lo evirò mentre era ancora vivo. |
| 51   | Vadim Gromov (Вадим Громов)                       | M     | 16    | 22 luglio 1974 – 17 ottobre 1990                               | 21 ottobre 1990                              | Uno studente ritardato mentale di Šachty. Čikatilo lo colpì con un coltello 27 volte e staccò coi denti i suoi testicoli e la lingua. |
| 52   | Viktor Tiščenko (Виктор Тищенко)                  | M     | 16    | 15 aprile 1974 – 30 ottobre 1990                               | 2 novembre 1990                              | Ucciso a Šachty. Morse il dito di Čikatilo. |
| 53   | Svetlana Korostik (Светлана Коростик)             | F     | 22    | 6 agosto 1968 – 6 novembre 1990                                | 13 novembre 1990                             | L'ultima vittima di Čikatilo. Era una prostituta, uccisa in una zona boschiva presso la stazione ferroviaria di Donleschoz. Čikatilo recise la sua lingua e i seni e li portò con sé. |

## Nella cultura di massa
- Cittadino X (1995)
- Evilenko (2004)
- Criminal Russia: The trail of Satan, documentario
- Bambino 44 (2008), romanzo di Tom Rob Smith
- Child 44 - Il bambino n. 44, regia di Daniel Espinosa (2015)
- Il giardino delle mosche: vita di Andrej Čikatilo (2015), romanzo di Andrea Tarabbia
- Spec del manga Baki The grappler Keisuke Itagaki